# 水球

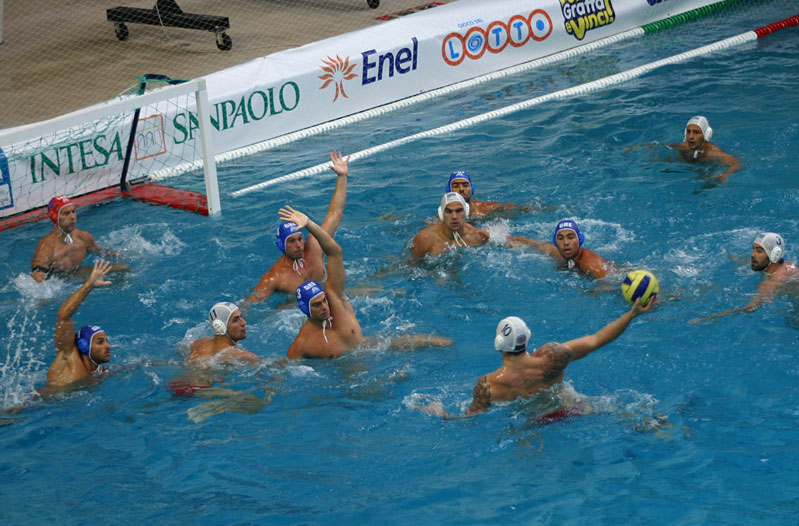
水球

水球是一项结合游泳，手球，篮球，橄榄球的水中集体球类运动。比赛的方式类似于足球，以射入对方球门次数多的一方为胜。水球运动员在比赛时以游泳的方式运动，除守门员外两手同时握球是一种犯规行为。

## 球队
每场比赛由两个球队对比，每个球队有十三个队员，其中一个是守门员。比赛时每个队有七名队员在水中，每个队员可以无限多次地被交换。东道主队的队员戴深色的游泳帽（一般为藍色），客队队员戴淺色游泳帽（一般为白色），守门员戴红帽。每次比赛分四局，每局八分钟。（亦有六、八分鐘的球賽，不包括中断的时间）。

## 球场
球场最大为20宽，30公尺长（女子場地25公尺长），球场的边缘上有各种不同的颜色标志着重要的线：中线是白色的，六公尺线是黃色的，两公尺线是红色的。球场的两端是球门，球门宽三公尺，高九十公分。球场的深度至少為二公尺。但一般要求大多数运动员不能在水中站立。在水中持球站立或跳跃或雙手持球和封截射門同属犯规，对方运动员在这种情况下得球。

## 比赛規則
- 比赛时有一或两个裁判，高级的比赛还可以有两个助理裁判监视射门。
- 进攻过程一共有三十秒钟，假如在这30秒钟内没有射门的话，对方就可以得球。
- 射门前必须至少有两名队员持球，例外是被一般犯规后，假如罚球离对方球门远于5米的话，罚球的运动员可以从这个距离上直接射门。
- 守门员可以在他的五米线内用两手接球。
- 假如有人在五米线内严重犯规，可以在五米线上罚球。
- 每个球队可以在比赛过程中申请两次为时一分钟的暂停，如果有加时赛，则加时赛中增加一次暂停机会。
- 在射门、中断或休息期间可以無限制地换人，在比赛过程中只可以在己方出场區换人。

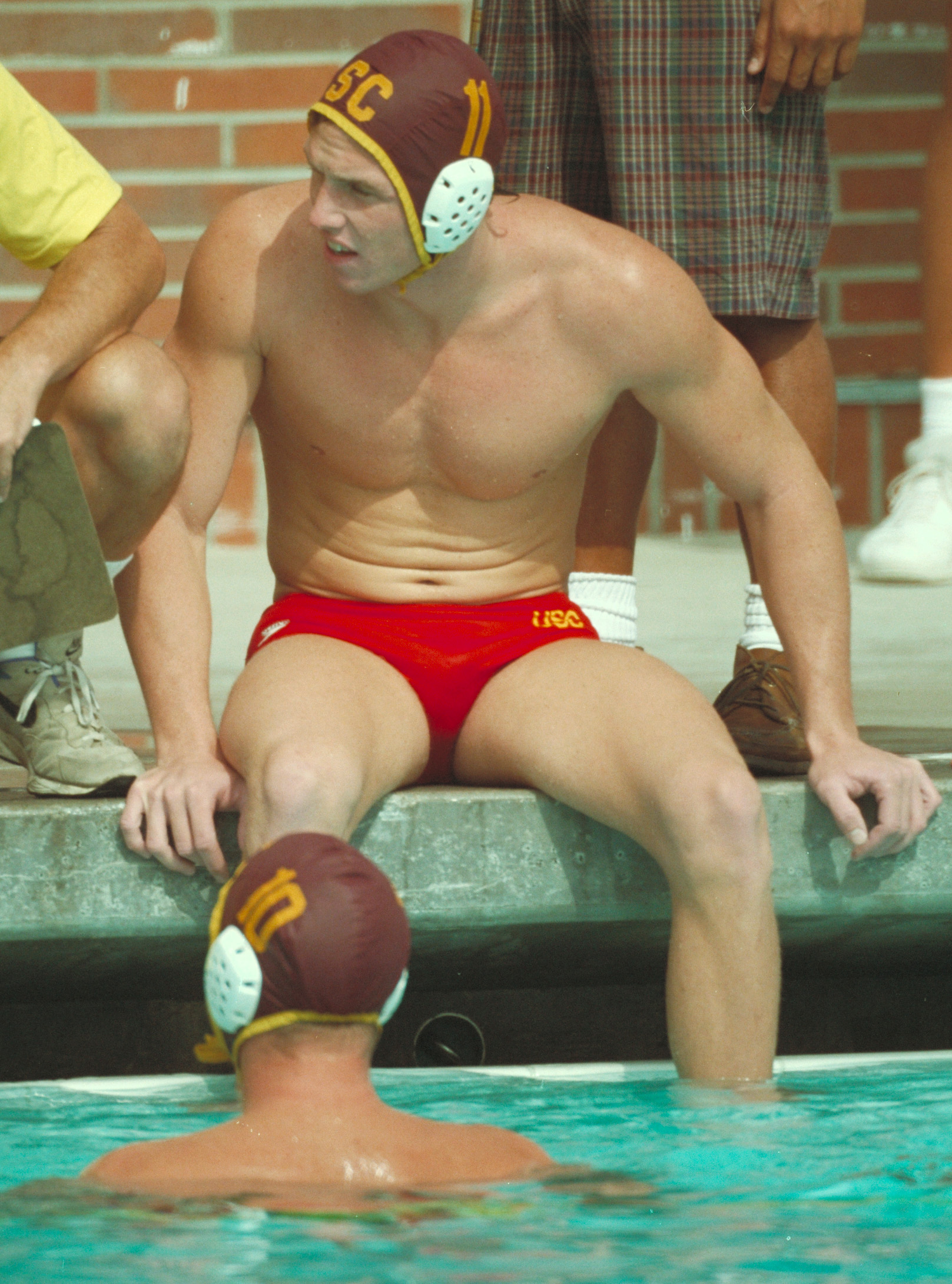
三角泳褲是水球選手的標準穿著。

## 球

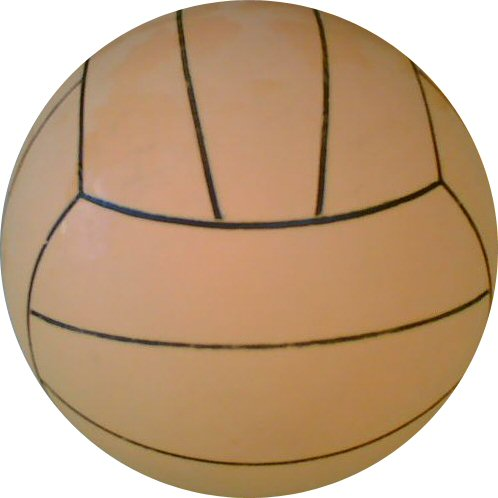
水球标准比赛用球

水球的球重在400到450克之间，其周长在68到71公分之间，通常使用黄色，使得在蓝色的泳池中更加显眼。男子运动的球一般比儿童或女子的球大些。

## 奥林匹克运动会
从1900年开始水球是奥林匹克运动会的男子比赛项目，女子水球是从2000年悉尼奥运会开始設立。从1973年开始有男子水球世界杯，从1991年开始有女子水球世界杯。

## 历史

### 诞生地：伦敦
1870年5月12日伦敦游泳俱乐部决定组织一个委员会将足球的规则改用到水中。他们希望以此来吸引更多的人来从事游泳运动。1874年在伦敦是第一次“水上橄榄球”比赛。但该委员会并没有将他们的规则写下来，因此这次比赛的形式今天已无法考察了。
此后两年中一种“水上垒球”形成了，每个队有3个队员，目的是将球放到对方的一个平台或船上。至于如何达到这个目标没有具体的规定，因此一般总是“最强的人最可能是赢家”。
1876年7月14日是第一次“正式”的水球比赛。当时记者报道了一系列“水上手球比赛”。球在比赛中坏了，但运动员们还是将比赛熬到结束。
1884年英格兰和苏格兰游泳俱乐部聚会并共同决定了水球比赛的规则。苏格兰的格拉斯哥联合游泳俱乐部不断改善了这个规则，并使用一个全皮球。此外他们还引入了球门，这样一来运动员不必将球放在什么地方，而可以射门，这完全改变了球赛的性格。1887年双手接球和站在水中被禁止，这样水球的吸引力不断被提高，也不断被扩展。
最早的英格兰的有规律的比赛从1888年开始。在伦敦和附近地区一个比赛组织成立了。
1890年第一次国际比赛：苏格兰以4:0胜英格兰。

### 1890年后的发展
从英国开始水球向欧洲大陆和北美發展。从1885年开始英国游泳协会承认水球是一种独立的运动项目并开始统一其规则。1890年水球来到美国。由于美国的游泳池一般是室内游泳池，其面积有限，美国有些自己的规则。1889年时的水球规则与今天的规则已经差不太多了。

### 奥运会
1904年水球第二次在奥运会上比赛，但当时只有美国球队参加，因为欧洲球队无法负担其旅行费用。在1908年伦敦的奥运会上已经有6个国家参加比赛，1928年在阿姆斯特丹的比赛上有14个国家参加。奥运会水球比赛史上最出名的事件之一为1956年夏季奥林匹克运动会的“水中血战”，时值匈牙利十月事件后不久，匈牙利男子水球隊與蘇聯男子水球隊爭奪水球冠軍，比赛以匈牙利队4:0完胜苏联队告终，赛中多位球员大打出手，导致血流满面。

### 女子水球
20世纪初女子水球出现。1906年在荷兰是第一次的女子水球比赛。2000年悉尼奥运会，女子水球成为正式项目。目前比较强的女子水球队有荷兰、美国、澳大利亚、克羅地亞、塞爾維亞、匈牙利和加拿大。